# 嘴霸鹟属
嘴霸鹟属（学名：Oncostoma）是霸鹟科的一属。

## 下属物种
本属包括以下物种：
- 北弯嘴霸鹟 Oncostoma cinereigulare (P.L.Sclater, 1857)
- 南弯嘴霸鹟 Oncostoma olivaceum (Lawrence, 1862)